# Juliana Azumah-Mensah
Pour les articles homonymes, voir Mensah.
Juliana Jocelyn Azumah-Mensah (née le 15 juin 1950) est une femme politique et infirmière ghanéenne. Elle était ministre des Affaires féminines et de l'enfance. Elle est également députée de la circonscription de Ho East.

## Enfance et éducation
Juliana Azumah-Mensah est née à Koforidua, capitale de la région orientale du Ghana. Entre 1956 et 1964, elle a fréquenté les écoles secondaires catholiques primaires et locales à Agortime-Kpetoe (en) dans la région de la Volta. Elle a fait ses études secondaires à l'OLA Girls Senior High School à Ho, capitale de la région de la Volta, où elle a obtenu le GCE Ordinary Level en 1969. 
Elle s'est rendue au Royaume-Uni où elle a suivi une formation à la Ipswich East Anglia School of Nursing à Ipswich, Suffolk. Elle a obtenu son diplôme d'infirmière diplômée d'État en août 1973. Un an plus tard, elle a suivi une formation de sage-femme à l'hôpital Saint-Pierre de Chertsey à Surrey, où elle a obtenu son diplôme de sage-femme agréée par l'État en août 1975.  
Elle s'est inscrite à l'université de Birmingham pour des études de troisième cycle, ce qui lui a permis d'obtenir une maîtrise universitaire ès sciences en gestion et administration de la santé en octobre 1997.

## Carrière
Azumah-Mensah a commencé à travailler comme employée de bureau au ministère des Finances et de la Planification économique en 1969. Elle est partie pour d'autres études au Royaume-Uni après un an. Elle a ensuite travaillé comme infirmière et sage-femme dans différents hôpitaux du Royaume-Uni. 
Elle a déménagé en Arabie saoudite, où elle a travaillé à l'hôpital universitaire King Abdulaziz entre 1978 et 1984. Elle est retournée au Royaume-Uni, travaillant au Mayday University Hospital (en) entre 1984 et 1987. 
Elle est retournée au Ghana en 1988 et a travaillé pendant deux ans comme infirmière principale dans le diocèse de Ho. Entre 2001 et 2005, elle a travaillé pour les Catholic Health Services. Elle était en poste à Ho, où elle a été secrétaire exécutive / directrice des services de santé du diocèse de Ho et directrice régionale de coordination. 

## Politique
Juliana Azumah-Mensah a été élue pour la première fois députée de la circonscription de Ho East sur le ticket du Congrès national démocratique (NDC) lors des élections législatives de 2004 (en) et a commencé son mandat en janvier 2005. Elle a conservé son siège lors des élections de 2008.  
Elle a été nommée ministre du Tourisme par le président John Atta Mills en 2009. Elle a été transférée au ministère des Affaires féminines et infantiles en janvier 2010, fonction qu'elle occupe jusqu'en 2012.

## Famille
Elle est mariée et a deux enfants. Elle est originaire d'Agortime-Kpetoe, dans la région de la Volta au Ghana.  

## Voir également
- Liste des ministres du gouvernement Mills (en)
- Circonscription d'Ho East (en)